# Gebrüder Čapek

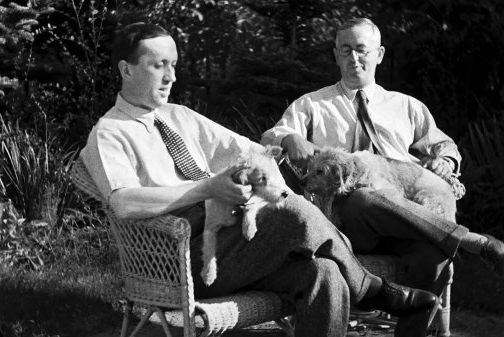
Die Gebrüder Čapek, Foto o. D.

Die Gebrüder Čapek (tschechisch: Bratři Čapkové), Karel (1890–1938) und Josef Čapek (1887–1945), waren zwei bedeutende Persönlichkeiten des kulturellen und politischen Lebens in der Tschechoslowakei der Zwischenkriegszeit. Sie betätigten sich sowohl als Schriftsteller als auch als Maler, Zeichner, Graphiker, Buchillustrator, Fotograf und Bühnenbildner. Beide waren bekannt als Unterstützer der jungen Demokratie und mit dem Staatspräsidenten der Tschechoslowakei Tomáš Garrigue Masaryk persönlich befreundet.
Auf Josef Čapek geht die Wortschöpfung Roboter zurück, die erstmals in dem von Karel Čapek 1920 veröffentlichten Theaterstück R.U.R. Erwähnung fand.
Karel Čapek starb im Dezember 1938 durch Krankheit, Josef Čapek wurde im September 1939 in das Konzentrationslager Dachau verschleppt und am 12. April 1945 im Konzentrationslager Bergen-Belsen ermordet.
Heute sind in der Tschechischen Republik in Prag, Brünn und in anderen Orten Straßen nach ihnen benannt (ulice Bratří Čapků). Außerdem gibt es in Prag und in Malé Svatoňovice zwei Denkmäler, die an die Gebrüder Čapek erinnern.

## Erinnerungsorte

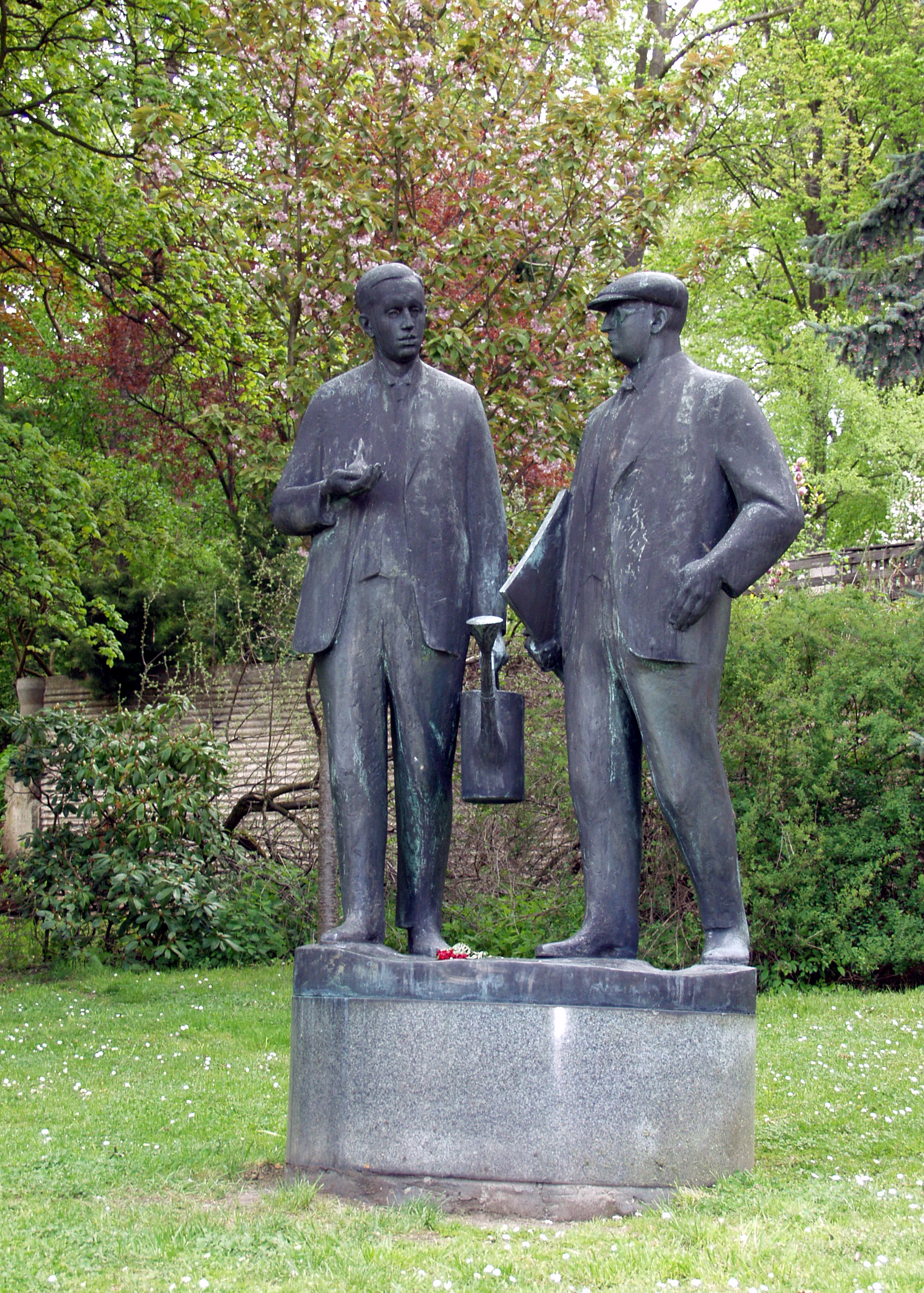
Statue der Brüder Čapek in Malé Svatoňovice
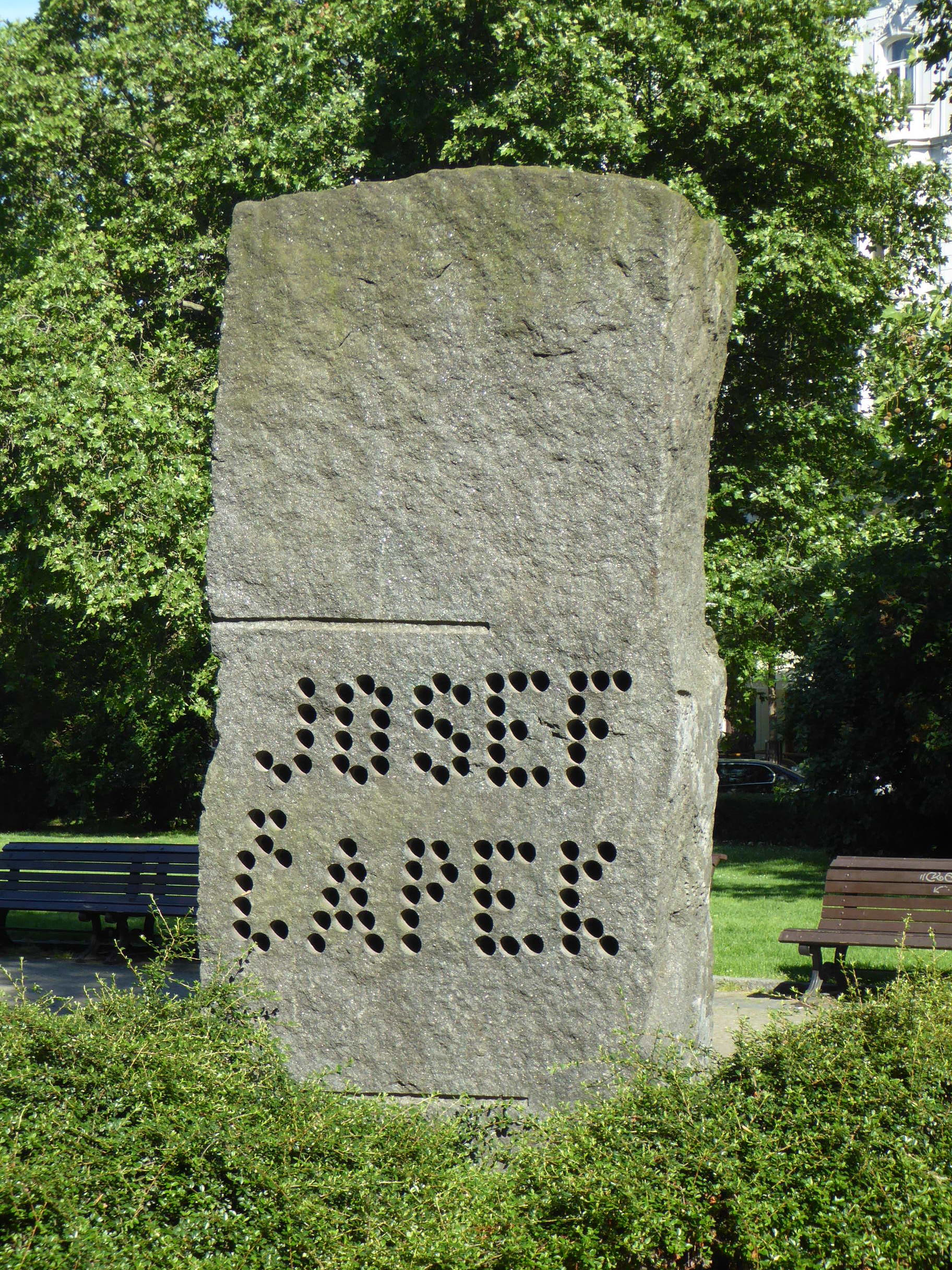
Denkmal für die Gebrüder Čapek (1993), auf dem Friedensplatz (Náměstí Míru) in Prag
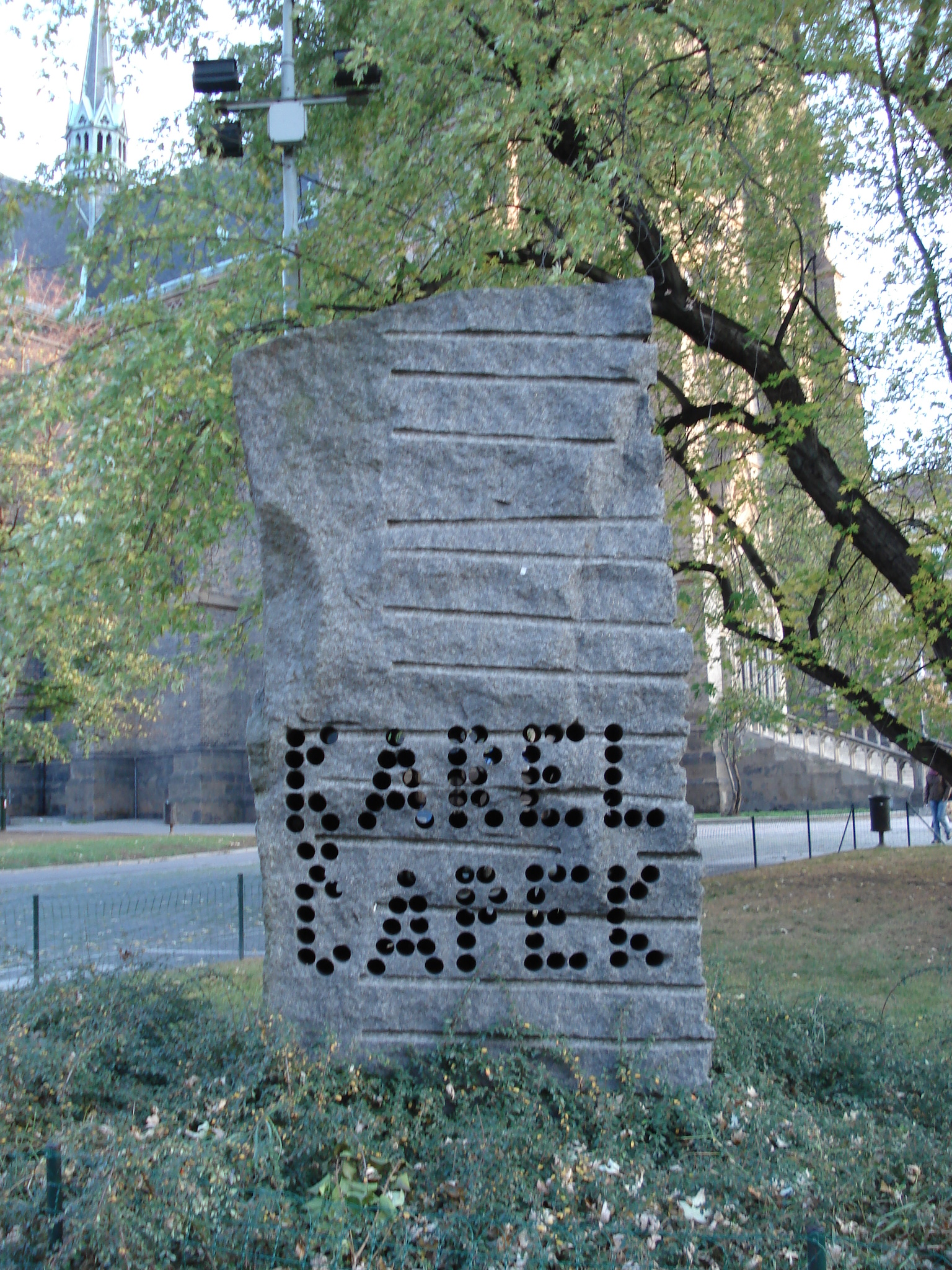
Andere Ansicht des Denkmals
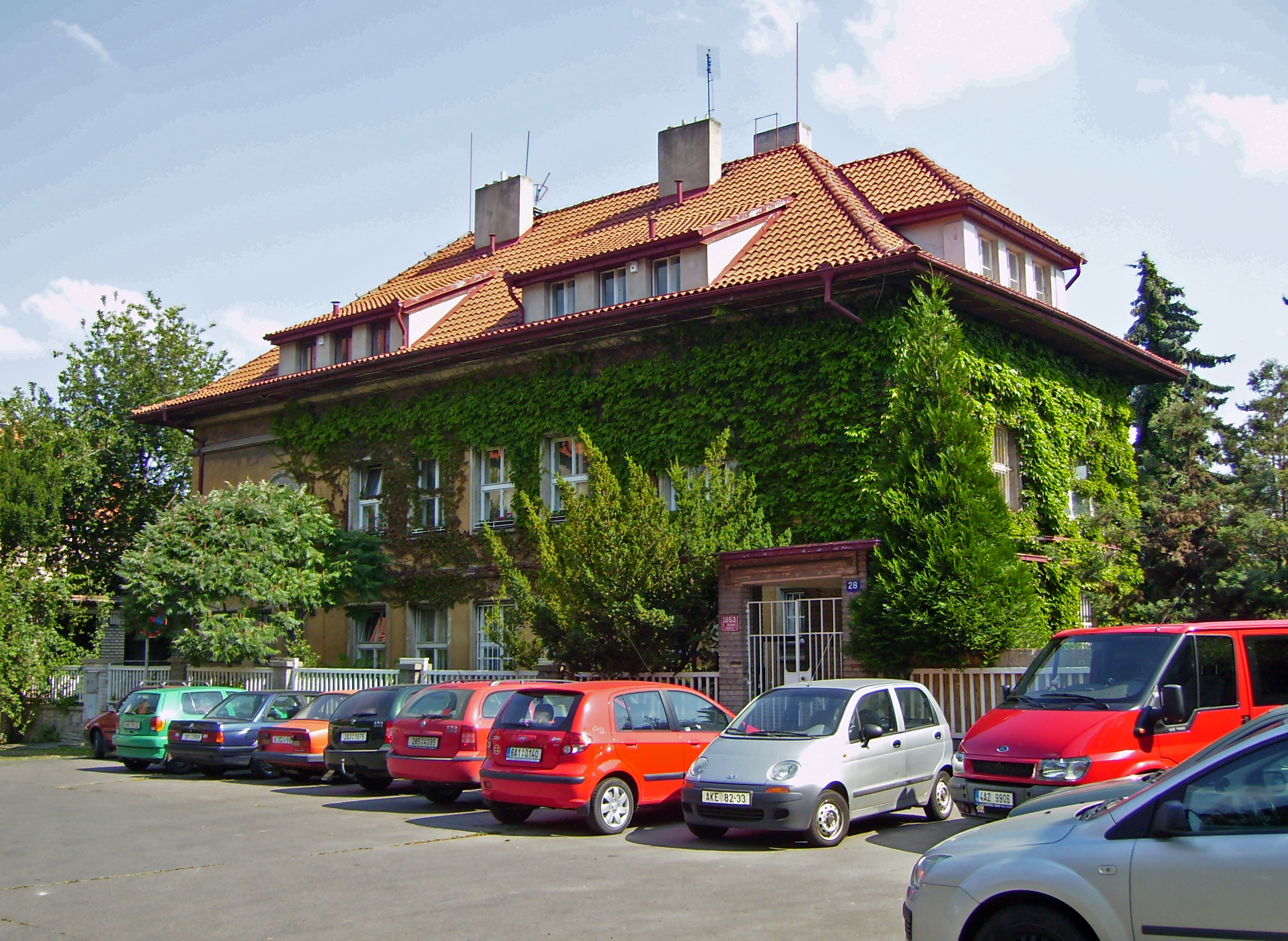
Das Prager Doppelhaus der Brüder Čapek in der heutigen ulice Bratří Čapků
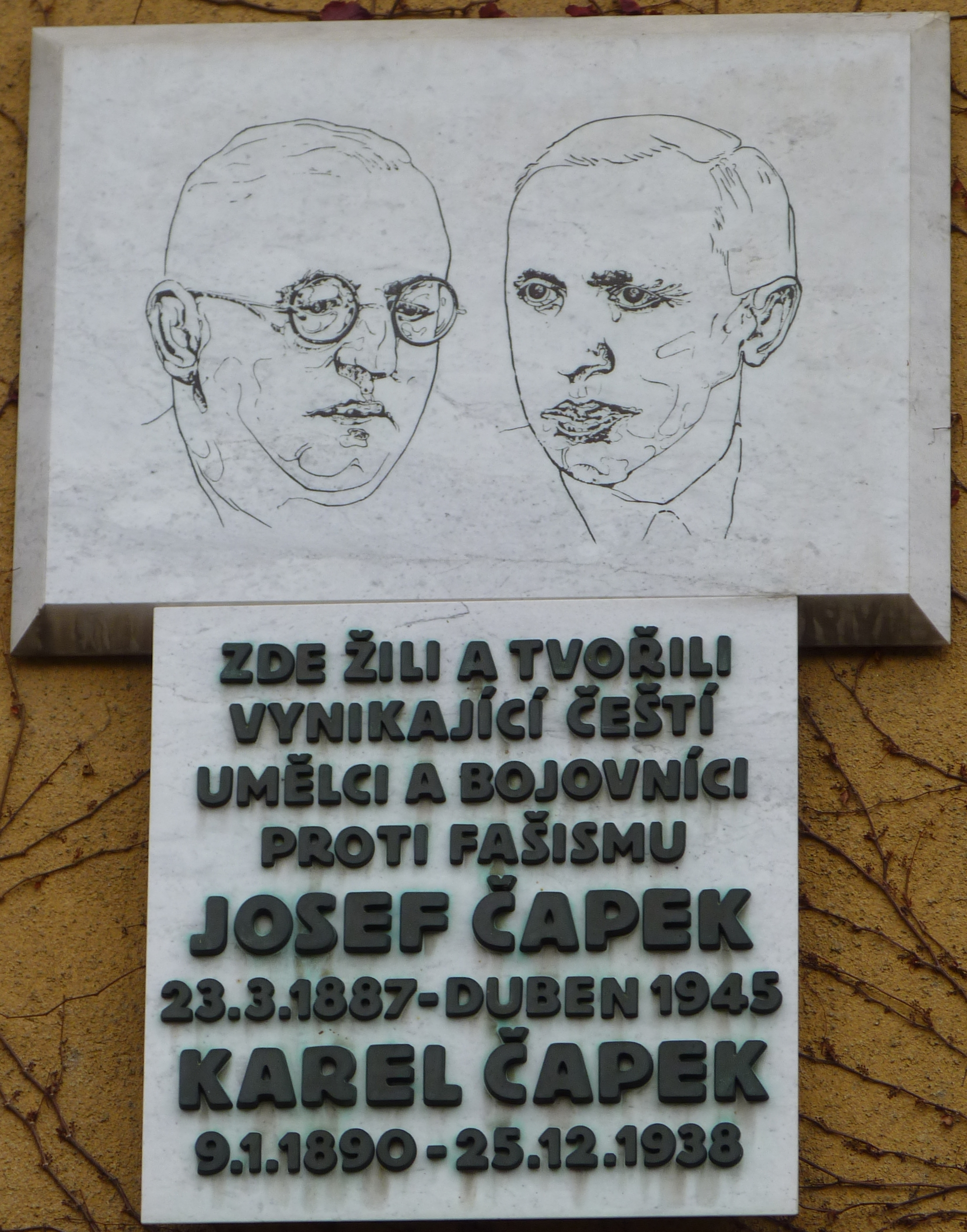
Gedenktafel am ehemaligen Wohnhaus

## Referenzen und Anmerkungen
1. ↑  Alexander Eilers: „Brüder im Fleisch und im Geiste“, Nachwort zu: In die Wolken geschrieben. Aphorismen – Fabeln – Parabeln, herausgegeben und aus dem Tschechischen übersetzt von Hans-Horst Skupy, Edition Töpfl, Tiefenbach 2019, ISBN 978-3-942592-37-6, S. 113–116, hier S. 113 f.
2. ↑  Thomas Rahe: Josef Čapek. In: ders., Jens-Christian Wagner (Hrsg.): Menschen in Bergen-Belsen. Biografische Skizzen zu Häftlingen des Konzentrationslagers, Göttingen 2019, S. 35–45, hier S. 44.
3. ↑  Übersicht über Ortschaften mit einer ulice Bratří Čapků. So gibt es in Brünn zum Beispiel einerseits die (Straße) Bratří Čapků, aber auch die (ulice) Čápkova, die nach dem Brünner Karel Čápek (1892–1941), tschechischer Offizier und Opfer der Nazi-Okkupation, benannt wurde: Karel Čápek